# Energía solar en Guantánamo
La provincia de Guantánamo, la más oriental de Cuba, tiene un 75 % de su territorio montañoso. Esta orografía condiciona de una forma importante la electrificación, no solo por el coste de construcción de las líneas de distribución eléctrica, sino porque también la población se distribuye de una forma muy dispersa y habría que construir también muchas pero pequeñas líneas de reparto final. En estas zonas de montaña, existen 416 asentamientos con un total de 129.000 viviendas en las que habitan 511.000 personas, considerando asentamiento a un grupo de más de 15 viviendas con menos de 200 metros de distancia entre ellas.
De estos asentamientos, en diciembre de 2000, 306 se encontraban electrificados por el SEN (Sistema Energético Nacional), 58 por grupos electrógenos y 27 por minihidroeléctricas. Quedaban por tanto 25 asentamientos sin electrificar lo que supone el 6% de los mismos y el 11,25% de las viviendas, siendo los asentamientos con mayor dispersión y todavía habría que sumar las viviendas totalmente aisladas, es decir, en total quedaban 14.255 viviendas sin electrificar. 
Para la electrificación de estas viviendas y núcleos de población por el SEN sería necesaria una grandísima inversión para afrontar unas infraestructuras (torres, caminos, desmontes, etc.) que tendría un impacto ambiental de graves consecuencias. Por ello, se optó por la electrificación con energía solar mediante paneles fotovoltaicos; sistema más económico, más respetuoso con el medio ambiente y que permite la no dependencia de los usuarios con respecto a los sistemas centralizados de distribución de energía. Este programa se financia en casi su totalidad por el gobierno cubano.
En Cuba antes de la Revolución la electrificación era de un 50 % y en las zonas rurales de un 18 %. En 2004 la media del país está en un 96 % de electrificación, mientras en la provincia de Guantánamo es de un 78 %.[cita requerida]

## Viviendas
Hasta el 2004 se ha conseguido instalar paneles en 200 viviendas, a las que se dota de paneles solares, baterías, televisión, radiograbadora y 5 bombillas de bajo consumo para iluminación, todo ello de forma gratuita.

## Enseñanza y educación
A partir del año 2001 se comenzó un programa de electrificación en la provincia de Guantánamo con paneles fotovoltaicos para aprovechar la energía solar, habiendo llegado hasta el 2004 a 410 escuelas y 165 "salas de video y televisión", que se utilizan para educación, cultura y entretenimiento de la población en general.
Estas “escuelas” y “salas de video y televisión”, al convertirse en muchos casos en el único lugar con energía eléctrica en la comunidad, se utilizan no solo para los estudios reglados de niñas y niños, sino que su uso se extiende al de centro social y de reunión para, por ejemplo ver televisión, lectura y ocio en general. También para la educación de personas adultas en temas como salud, técnicas agrícolas, educación medioambiental, sexual, higiene, etc. Gracias a esta dotación, también llega a las montañas el programa "Cultura para todos" que consiste en cursos por televisión, publicación de materiales con el diario Granma y acceso a las tutorías a través del teléfono.[cita requerida]

## Salud
A partir de 1990 fueron los consultorios médicos los primeros en ser electrificados por paneles fotovoltaicos allí donde no llegaba el SEN. Hoy suman 79 en la provincia de Guantánamo. Esto no solo significa tener luz para la vivienda del médico de familia y para las consultas, sino que significa poder tener frigoríficos para guardar medicamentos, vacunas, muestras para analíticas, reactivos, etc., así como disponer de otro tipo de material y equipos clínicos que necesiten de energía eléctrica para su funcionamiento. Además a estos consultorios se les dota de un radioteléfono, lo que rompe el aislamiento de la comunidad ante cualquier emergencia. [cita requerida]
El primer consultorio de salud que se electrificó por paneles fotovoltaicos en toda Cuba se encuentra en el asentamiento El Mulato, al sur de Sierra Maestra en la provincia de Santiago de Cuba.[cita requerida]